# Kameștița, Gabrovo
Kameștița (în bulgară Камещица) este un sat în comuna Gabrovo, regiunea Gabrovo,  Bulgaria. 

## Demografie
Componența etnică a satului Kameștița
     Bulgari (96,22%)
     Nicio identificare (3,77%)
     Altele (0%)
La recensământul din 2011, populația satului Kameștița era de 53 locuitori. Din punct de vedere etnic, majoritatea locuitorilor (96,22%) erau bulgari. Pentru 3,77% din locuitori nu este cunoscută apartenența etnică.